# Tałant Mamytow
Tałant Turdumamatowicz Mamytow (ur. 14 marca 1976) – kirgiski polityk. Deputowany do Rady Najwyższej, wybrany jej przewodniczącym 4 listopada 2020. Po rezygnacji Sadyra Dżaparowa objął funkcję tymczasowego prezydenta 14 listopada 2020 i pełnił ją do zaprzysiężenia prezydenta Sadyra Dżaparowa 28 stycznia 2021.